# Lorik Cana
Lorik Cana (Priština, Kosovo, 27. srpnja 1983.) je albanski bivši nogometni reprezentativac. Cana igra na poziciji defenzivnog veznog igrača i ima reputaciju snažnog i upornog igrača na terenu, te je poznat kao vođa momčadi, posebice tijekom karijere u Francuskoj, u PSG-u i Olympique Marseilleu.
Bio je kapetan albanske nogometne reprezentacije i prvi Albanac u najvišem razredu engleskog nogometa.

## Karijera

### Klupska karijera

#### Paris Saint-Germain
Uvidjevši nogometne kvalitete igrača, Canu je u dobi od 16 godina pozvao londonski Arsenal na probu, međutim igrač nije mogao doći jer mu je odbijen zahtjev za izdavanje engleske vize. Tako se Cana kao mladi igrač razvijao u Lausanneu i Paris Saint-Germainu. 2002. zaigrao je za seniorsku momčad PSG-a u kojem je nastupao sljedeće tri godine. Već je 2003. postao jedan od glavnih igrača kluba dok je tijekom sezone 2003./04. odigrao 32 utakmice za klub i postigao jedan pogodak. Te sezone s klubom je osvojio francuski Kup a klub je prvenstvo završio na drugom mjestu. To je Cani do sada jedna od najuspješnijih sezona u karijeri.
Sljedeće sezone igrač je ostvario isti skor te je ponovo za PSG odigrao 32 utakmice i pritom postigao jedan pogodak.

#### Olympique Marseille
2005. Lorik Cana prelazi iz Paris Saint-Germaina u Olympique Marseille, jer je PSG promijenio postojećeg trenera, a s novim trenerom, Cana je "pao u trenerovu nemilost". To je igrača potaknulo da se preseli na jug Francuske te se pridruži Olympique Marseilleu - najuspješnijem klubu u francuskoj nogometnoj povijesti.
Dolaskom u Marseille, igrač si je osigurao mjesto u startnoj jedanaestorici. U svojoj prvoj utakmici za klub, upravo protiv bivšeg PSG-a, Cana je postigao pobjednički pogodak. Kapetanom momčadi, Lorik Cana je postao u ljeto 2007. nakon što je tadašnji kapetan kluba, Habib Beye otišao u Newcastle United.

#### Sunderland
24. srpnja 2009. Cana potpisuje četverogodišnji ugovor za Sunderland, vrijedan 5 mil. GBP. Ubrzo mu je trener kluba, Steve Bruce uručio kapetansku vrpcu, iako je Bruce kasnije izjavio da tek treba imenovati kapetana momčadi. 15. kolovoza 2009. Cana je debitirao za klub u prvenstvenoj utakmici protiv Bolton Wanderersa. U pobjedi nad Boltonom od 1:0, Cana je pokazao impresivne igračke performanse. Također, na utakmicama protiv Chelseaja i Blackburn Roversa, proglašen je igračem utakmice te postao miljenik navijača.
Kapetanom Sunderlanda za sezonu 2009./10. imenovan je 3. rujna 2009. U klubu je igrao u veznom redu te za klub nastupio u 31 utakmici.

#### Galatasaray
Članom turskog Galatasarayja Cana je postao 8. srpnja 2009. potpisavši ugovor vrijedan 6 mil. GBP.

#### Lazio
3. srpnja 2011. Cana je iz Galatasarayja prešao u rimski Lazio dok je njegov bivši klub kao njegovu zamjenu doveo Felipe Mela.

#### Nantes
U kolovozu 2016. godine je Cana napustio FC Nantes. Izjavio je kako želi napraviti malu pauzu u karijeri.

## Reprezentativna karijera
Budući da posjeduje tri različite putovnice, Cana je mogao birati želi li nastupiti za Francusku, Švicarsku ili Albaniju. Početkom 2003. dobio je poziv od albanskog nogometnog saveza. Igrač je prihvatio njihov poziv te je debitirao za Albaniju 11. lipnja 2003. u dobi od 19 godina.
12. rujna 2007. na domaćoj utakmici protiv Nizozemske, engleski sudac Mike Riley isključio ga je zbog svađe s Wesleyjom Sneijderom i Ruudom van Nistelrooyjem. Ubrzo nakon njegova isključenja, Nizozemska je postigla pogodak za konačnu pobjedu. Albanski nogometni izbornik objavio je u svibnju 2016. popis za nastup na Europskom prvenstvu u Francuskoj, na kojem je se nalazio Cana. U prvoj utakmici na prvenstvu je kapetan zaradio crveni karton protiv Švicarske. Zbog toga, Cana nije mogao nastupati u drugom krugu skupine. Nakon Europskog prvenstva je se Cana oprostio od albanske reprezentacije.

#### Pogodci za reprezentaciju
| #  | Datum              | Mjesto                                | Protivnik   | Pogodak | Rezultat | Natjecanje            |
| -- | ------------------ | ------------------------------------- | ----------- | ------- | -------- | --------------------- |
| 1. | 17. kolovoza 2005. | Qemal Stafa Stadion, Tirana, Albanija | Azerbajdžan | 2 : 1   | 2 : 1    | Prijateljska utakmica |

## Privatni život
Lorik Cana je sin bivšeg igrača Agima Cane. Lorik je veleposlanik UN-a u misiji protiv siromaštva. U jednom intervjuu Cana je izjavio da ga veoma zanima arheologija te da nakon završetka nogometne karijere namjerava diplomirati povijest te se baviti proučavanjem albanologije.

## Osvojeni trofeji

### Klupski trofeji
| Francuska           | Francuska                | Francuska |
| Klub                | Natjecanje               | Godina    |
| ------------------- | ------------------------ | --------- |
| PSG                 | Francuski kup            | 2004.     |
| Olympique Marseille | Francuski kup (finalist) | 2006.     |
| Olympique Marseille | Francuski kup (finalist) | 2007.     |

### Individualni trofeji
| Natjecanje                | Godina   |
| Albanija                  | Albanija |
| ------------------------- | -------- |
| Albanski nogometaš godine | 2004.    |
| Albanski nogometaš godine | 2005.    |
| Albanski nogometaš godine | 2009.    |

## Vanjske poveznice
- Statistika igrača na Soccerbase.com  Arhivirana inačica izvorne stranice od 1. travnja 2010. (Wayback Machine)
- Profil igrača na web stranici Olympique Marseillea  Arhivirana inačica izvorne stranice od 28. veljače 2014. (Wayback Machine)
- Profil igrača na Uk.sports.yahoo.com
- KercovaSot.com  Arhivirana inačica izvorne stranice od 30. kolovoza 2010. (Wayback Machine)
- Statistika igrača u Ligue 1  Arhivirana inačica izvorne stranice od 24. veljače 2009. (Wayback Machine)